# メヘレン
メヘレン（オランダ語: Mechelen [ˈmɛxələ(n)] ( 音声ファイル)）は、ベルギーのアントウェルペン州の都市。州の南端部に位置し、州都アントウェルペンと首都ブリュッセルの中間に位置する。フランス語名ではマリーヌ（Malines）と呼ばれる。

## 歴史
870年のメルセン条約 で初めて言及されたこの町は、アイルランドの伝道師聖ロンバウツ（Rombout；Rumold）の埋葬の地そして修道院領の中心地であった。リエージュ司教の知行地となった。10世紀末には修道院領が世俗領となっている。漁民と商人の集落が形成された。Berthout家がリエージュと周辺地の守護権を獲得した。Berthout家は、君主であるリエージュ司教とブラバント大公の対立によって漁夫の利を得、独立した支配権を確立した。市はブラバントにおける魚、塩、カラスムギの集散地として発展した。宗教施設や施療院が建設された。13世紀から14世紀にかけては、大毛織物都市の一つになった。この頃、参審団による裁判が機能し、1302年には手工業者組合にそこでの共同決定権が認められている。1305年には都市の自治権が強化されたが、その後自治権の制限される事態も生じた（1349年と1467年）。Berthout家が1331年に途絶えると、市はブラバント家に所属したが、1355年にはフランドル伯爵家の領するところとなり、更にブルゴーニュに帰属した。1473年 カール豪胆公（在位1467-1477）は市に「全ネーデルランドの最高法廷である「大評議院」を作り、同じく全領地収入、租税収入のための「財務院」を作った」。しかし、公の死後、前者のみこの地に残され、後者は他に移され、市は公国の政治的中心地としての地位を失った。
16世紀前半、 神聖ローマ皇帝マクシミリアン1世とブルゴーニュ公女マリアの長女にして、ブルゴーニュ公 フィリップ美公の妹マルガレーテ（1480-1530）は3度目の結婚相手を亡くした後、故国に戻り、「珠玉のような町メッヘルンに居住し、ここを芸術の薫り豊かな都市に変貌させた。大公妃のもとにはブルゴ－ニュの音楽家や画家、彫刻家や作家たちが集い、公国の文化水準を高めた。彼女は彼らを厚く庇護すると同時に、芸術品の収集にあたった。メッヘルンの宮殿にはルネサンス期の絵画や工芸品ばかりではなく、水晶細工や珍しいガラス製品、あるいは中国から輸入された磁器の鉢なども集められていた。この都市の中心には今日でもマルガレーテの銅像がそびえているが、彼女の統治のもとでメッヘルンは芸術の都として一時代を築いた」（江村洋）。 
1559年、大司教座がおかれた。1830年のベルギー独立後まもなく、1835年に首都ブリュッセルとの間に鉄道が開通した。

### 世界一の市長
2001年にメヘレンの市長に選ばれたバルト・ソーメルスは、2016年にイギリスのシンクタンクが選ぶ「世界一の市長」に選ばれた。

## 世界遺産

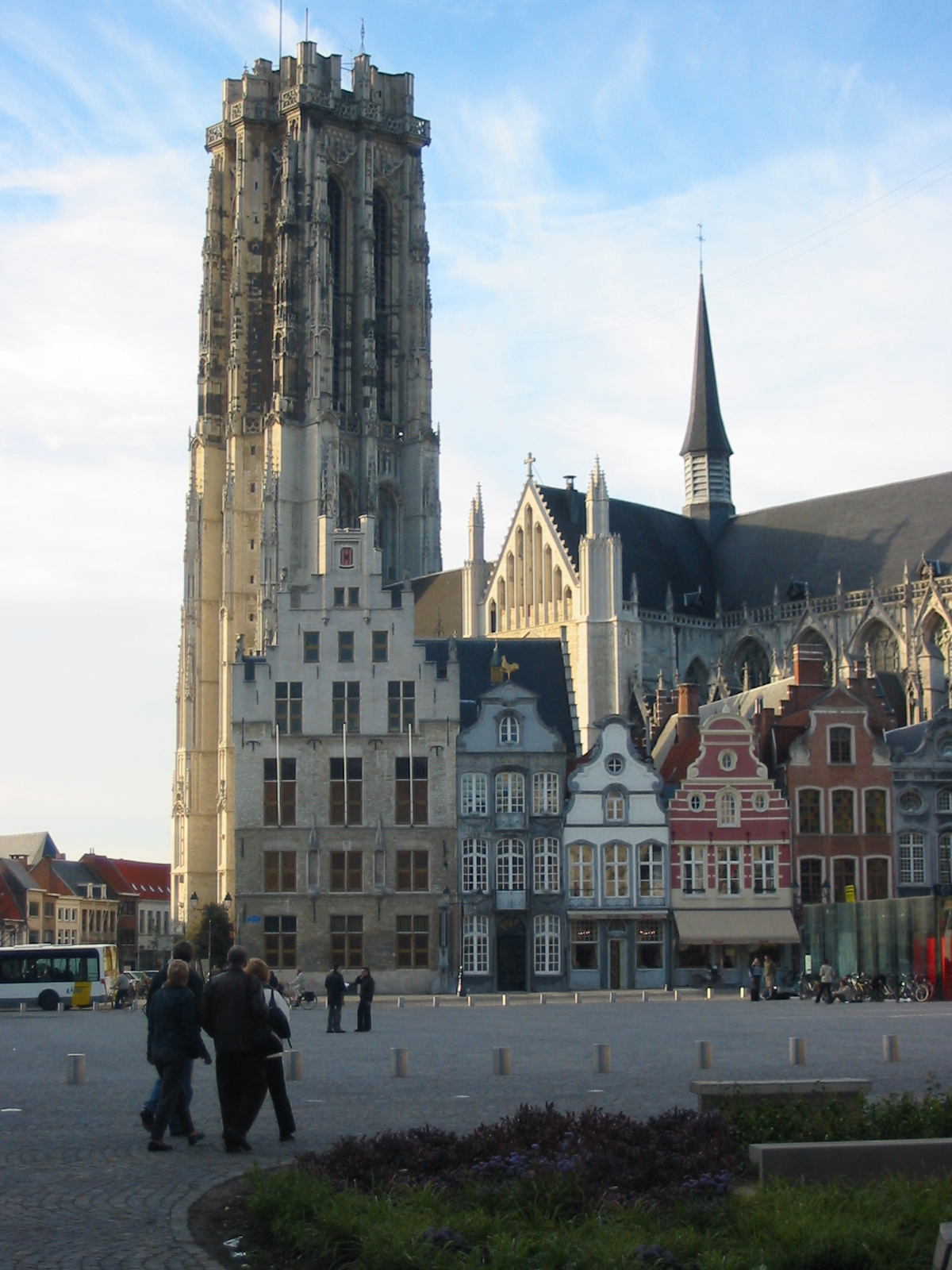
聖ロンバウツ教会の鐘楼

- 大ベギン会修道院 - フランドル地方のベギン会修道院群
- 聖ロンバウツ大聖堂の鐘楼―高さ97メートル、49個の鐘[6]、市庁舎の鐘楼 - ベルギーとフランスの鐘楼群

## スポーツ
- KVメヘレン

## 姉妹都市
- アーヴァダ（アメリカ合衆国コロラド州）
- シビウ（ルーマニア）
- 成都市（中華人民共和国）
- 結城市（日本、茨城県）